# Blind Willie Davis
Blind Willie Davis war ein US-amerikanischer Blues- und Gospel-Sänger und Gitarrist. Blind Gary Davis bezeichnete ihn neben Blind Blake und Blind Simmie Dooley als einen der größten Country-Blues-Gitarristen.
Von Davis stammt die erste Aufnahme des Spirituals When the Saints Go Marching In, aufgenommen Ende der 1920er für Paramount Records. Während die Aufnahmen von Davis gut dokumentiert sind, ist über sein Leben sehr wenig bekannt.